# Архиепархия Мбарары
Архиепархия Мбарары (лат. Archidioecesis Mbararaensis) —  архиепархия Римско-Католической Церкви с центром в городе Мбарара, Уганда. В митрополию Мбарары входят епархии Кабале, Касесе, Форт-Портала, Хоимы. Кафедральным собором архиепархии Мбарары является церковь святой Марии Ньямитанги в городе Мбарара. 

## История
28 мая 1934 года Римский папа Пий XI издал буллу Martyrum sanguinem, которой учредил апостольский викариат Рувензори, выделив его из апостольского викариата Уганды (сегодня – Архиепархия Кампалы).
25 марта 1953 года Римский папа Пий XII выпустил буллу  Quemadmodum ad Nos, которой преобразовал апостольский викариат Рувензори в епархию Мбарары.
21 февраля 1961 года и 1 февраля 1966 года епархия Мбарары передала часть своей территории для возведения новых епархий Форт-Портала и Кабале.
2 января 1999 года Римский папа Иоанн Павел II издал буллу Diligentem sane curam, которой возвёл епархию Мбарары в ранг архиепархии. 

## Ординарии епархии
- епископ François-Xavier Lacoursière MAfr[1](28.05.1934 – 20.04.1956);
- епископ Jean-Marie-Gaëtan Ogez MAfr (11.12.1956 – 25.11.1968);
- епископ John Baptist Kakubi (26.06.1969 – 23.11.1991я);
- епископ Paul K. Bakyenga (23.11.1991 – по настоящее время).

## Источник
- Annuario Pontificio, Libreria Editrice Vaticana, Città del Vaticano, 2003, ISBN 88-209-7422-3
- Булла Martyrum sanguinem Архивная копия от 5 октября 2018 на Wayback Machine, AAS 27 (1935), стр. 269  (лат.)
- Булла Quemadmodum ad Nos Архивная копия от 27 марта 2010 на Wayback Machine, AAS 45 (1953), стр. 705  (лат.)
- Булла Diligentem sane curam Архивная копия от 23 октября 2012 на Wayback Machine  (лат.)